# Carcelia keiseri
Carcelia keiseri là một loài ruồi trong họ Tachinidae.